# Yazatas
În vechea limbă iraniană, Yazatas înseamnă "zeu". În mitologia persană, Yazatas era un grup de zei apropiați lui Ahura Mazda. Acești zei îndeplinesc și funcțiile de gardieni ai lumii celeste și mesageri ai zeului suprem. Conducătorul acestora este Mithra, iar alți membri importanți ai grupului sunt:
- Daena
- Haoma
- Mah
- Rașnaw
- Tiștrya
- Vata
- Zam-Armatay